# Red Delicious

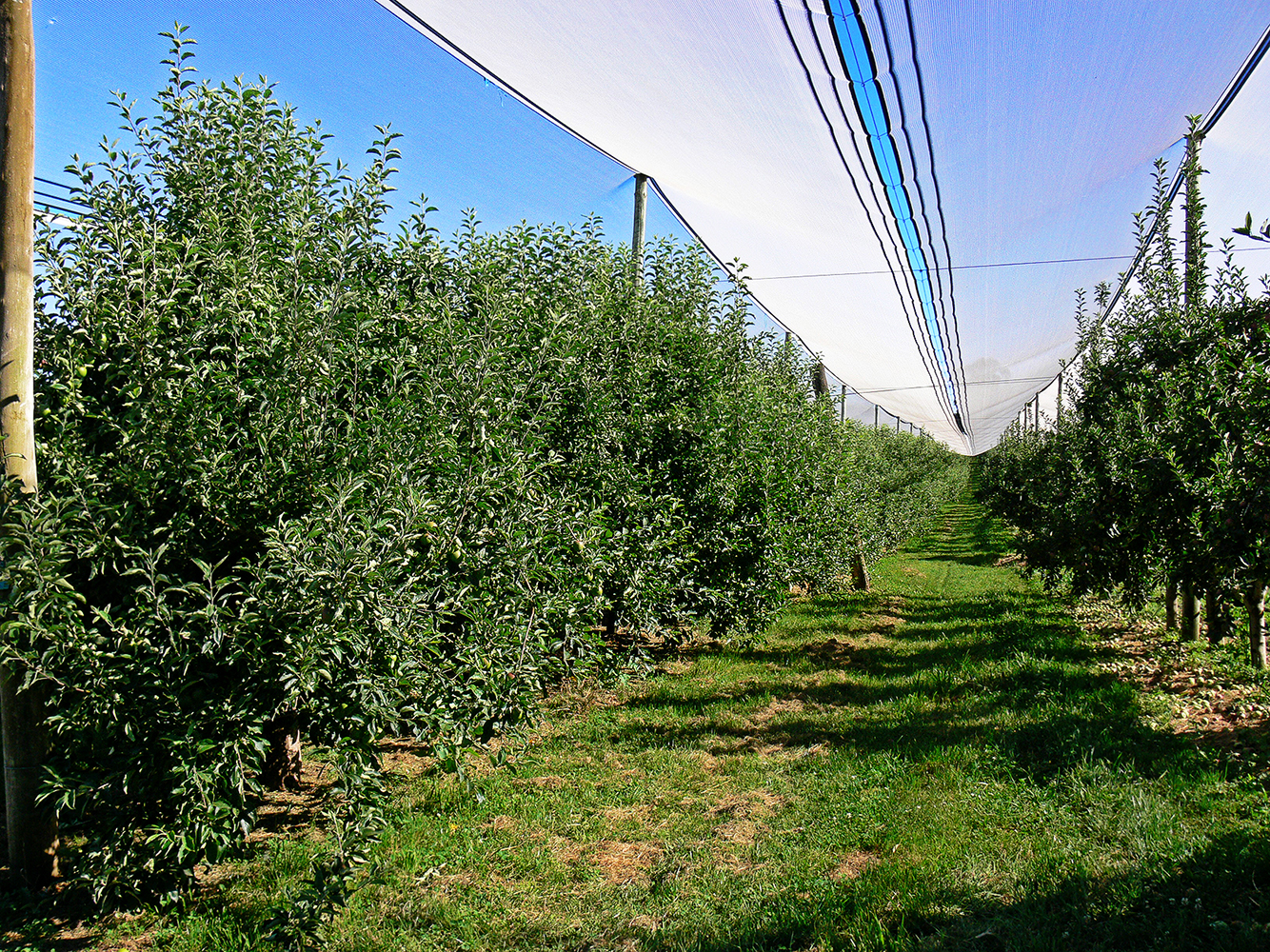
Hàng cây dưới lưới chống mưa đá

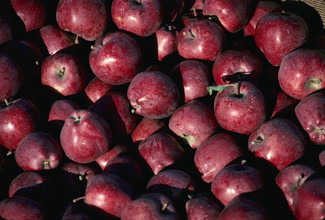
Táo Red Delicious chín có màu đỏ đồng nhất

Táo 'Red Delicious' là một loại táo rất phổ biến, được công nhận lần đầu tiên ở Madison, Iowa vào năm 1872, ngày nay có hơn 50 giống được trồng. Từ năm 1968 đến năm 2018, nó là giống được sản xuất nhiều nhất ở Mỹ.

## Lịch sử
'Red Delicious' có nguồn gốc tại một vườn cây ăn quả vào năm 1872 được biết đến là "một loại trái cây tròn, màu vàng đỏ có vị ngọt vượt trội". Stark Nurseries tổ chức một cuộc thi vào năm 1892 để tìm một giống táo thay thế cho táo 'Black Ben Davis'. Giống chiến thắng là một giống táo sọc đỏ và vàng được gửi đến tham dự bởi Jesse Hiatt, một nông dân ở Peru, Iowa, ông đã gọi nó là "Hawkeye". Stark Nurseries đã mua bản quyền từ Hiatt, đổi tên giống thành "Stark Delicious", và bắt đầu nhân giống nó. Một giống táo khác, sau này được đặt tên là 'Golden Delicious', cũng được đưa ra thị trường bởi Stark Nurseries sau khi nó được mua từ một người nông dân ở Quận Clay, West Virginia, vào năm 1914; 'Delicious' là từ viết tắt của 'Red Delicious'.